# پارک یانگ-گائه
پارک یانگ-گائه (انگلیسی: Park Yang-gae؛ زادهٔ ۳ ژوئن ۱۹۵۹) بازیکن بسکتبال اهل کره جنوبی بود.
از افتخارات وی میتوان به کسب مدال نقره در بازی‌های المپیک تابستانی ۱۹۸۴ اشاره کرد.